# 25 mm артилерийска установка Mark 38
25 mm артилерийска установка Mark 38 е едностволна американска корабна универсална артилерийска установка калибър 25 mm направена на основата на 25 мм автоматично оръдие M242 Bushmaster, c въздушно охлаждане, автоматиката на което е основана на използването на външен електродвигател с верижна предавка (верижно оръдие – на английски: chain gun). Първите модификации (Mod. 0 – 1) намат стабилизация, насочването е ръчно. Води стрелба в полуавтоматичен (с единични изстрели) и автоматичен режим.

## Разработка
Работите по създаването на установката започват през 1977 г., когато ВМС на САЩ решават да заменят остарялото 20-мм оръдие Mk 16 (Oerlikon/Hispano-Suiza). През 1986 г. се появява първият модел на установката Mark 38 Mod. 0, разработен от NSWC Crane Division (на английски: Naval Surface Warfare Center Crane Division), която след това е усъвършенствана до версията Mark 38 Mod. 1, приета на въоръжение през 1988 г. Установката се състои от оръдието „Бушмастер“ M242 и лафет Mark 88. Тя служи като средство за отбрана и нападение против леки надводни и брегови цели.
През 2003 г. компанията BAE Systems, на основата на закупен лиценз за дистанционно управляемия боен модул „Тайфун“ с 25-мм автомат „Бушмастер“ M242, производство на израелската компания Rafael, е разработена стабилизирана модификация на артилерийската установка Mark 38 Mod. 2, интегрирана в системата за управление на въоръжението на кораба. Дистанционно управляемата артилерийска установка, която постъпва на въоръжение през 2005 г., получава полуавтоматично насочване (ръчното насочван, както и на предходните версии, също така е достъпно) с оптико-електронна прицелна система.

## Модификации
- 25-мм АУ Mark 38 Mod. 0 – първата версия на артилерийската установка на лафета Mark 88 без стабилизация, с ръчно насочване (серийно не се произвежда).
- 25-мм АУ Mark 38 Mod. 1 – усъвършенствана версия на Mod. 0 на лафета Mark 88 с аналогични характеристики (с начало на производство през 1987 г. на въоръжение във ВМС и Бреговата охрана на САЩ постъпват около 387 единиц).[1]
- 25-мм АУ Mark 38 Mod. 2 – стабилизирана дистанционно управляема модификация на лафета Mark 38 Mod. 2 с полуавтоматично насочване (с възможност за ръчно насочване) и оптико-електронна прицелна система, която позволява да се осъществява захват и автосъпровождение на целта, включваща в себе си теле- и инфрачервени канали, а също така лазерен далекомер и балистичен изчислител.[3]
- 25-мм АУ Mark 38 Mod. 3 – усъвършенствана версия на Mod. 2 на лафета Mark 38 Mod. 3 с обновено електронно оборудване, която включва и възможност да се монтира сдвоена с установката 7,62-мм картечница.[4]

## Оператори
| Страна    | Организация                            | Носители |
| --------- | -------------------------------------- | --- |
| Австралия | Кралски австралийски военноморски сили | Патрулни катери тип „Армидейл“, Универсални десантни кораби тип „Канбера“, Разрушители тип „Хобарт“ |
| Канада    | Кралски канадски военноморски сили     | Патрулни кораби тип „Хари ДеУлф“ |
| Грузия    | Брегова охрана на Грузия               | Патрулни катери тип „Айлънд“ |
| Филипини  | Филипински военноморски сили           | Патрулни кораби тип „Дел Пилар“, Патрулни кораби тип „Циклон“ |
| Сингапур  | Военноморски сили на Сингапур          | Десантно-вертолетни кораби-докове тип „Ендуранс“, Фрегати тип „Формидабъл“ |
| Испания   | Испански военноморски сили             | Патрулни кораби тип „Метеоро“ |
| САЩ       | Военноморски сили на САЩ               | Универсални десантни кораби тип „Америка“, Разрушители тип „Арли Бърк“, Кораби за управление тип „Блу Ридж“, Патрулни кораби тип „Циклон“, Плаващи бази за подводници тип „Емори С.“, Десантни кораби-докове тип „Харпърс Фери“, Самолетоносачи тип „Джералд Р. Форд“, Патрулни катери тип Mark VI, Самолетоносачи тип „Нимиц“, Ракетни крайцери тип „Тикондерога“, Универсални десантни кораби тип „Уосп“, Десантни кораби-докове тип „Уидби Айлънд“ |
| САЩ       | Брегова охрана на САЩ                  | Катери тип „Херитед“, Катера тип „Рилаинс“, Катери тип „Сентинел“ |
| Украйна   | Военноморски сили на Украйна           | Патрулни катери тип „Айлънд“ |

## Галерия
- Mk. 38 Mod. 1 — артилерийска установка с ръчно насочване

- Mk. 38 Mod. 2 — дистанционо управляема артилерийска установка с полуавтоматично насочване

- Боеприпаси

## Коментари
1. ↑  Буквите показват принадлежността към определен класː ВВ – линкор, СС, CL, СА – съответно линеен, лек или тежък крайцер, CV – самолетоносач, DD – разрушител, SS – подводница и т.н.